# ギディマカ州
ギディマカ州（ギディマカしゅう、アラビア語: ولاية كيدي ماغة）は、モーリタニアを構成する12の州の一つ。

## 下位行政区画
- Ould Yenge Department
- Sélibaby Department